# Paraxizicus sinensis
Paraxizicus sinensis är en insektsart som först beskrevs av Tinkham 1944.  Paraxizicus sinensis ingår i släktet Paraxizicus och familjen vårtbitare. Inga underarter finns listade i Catalogue of Life.